# Diócesis de Durham (antigua)
La diócesis de Durham (en latín: Dioecesis Dunelmensis y en inglés: Diocese of Durham) fue una circunscripción eclesiástica de la Iglesia católica en el Reino Unido. Se trataba de una diócesis latina, sufragánea de la arquidiócesis de York. Por el Acta de Supremacía del Parlamento de Inglaterra del 8 de mayo de 1559 fue convertida en la diócesis de Durham de la Iglesia de Inglaterra.

## Territorio y organización

Mapa de las diócesis de Inglaterra

La diócesis extendía su jurisdicción sobre los fieles católicos de rito latino residentes en el noreste de Inglaterra, en el antiguo Reino de Northumbria. Se extendió por los dos condados de Durham y Northumberland.

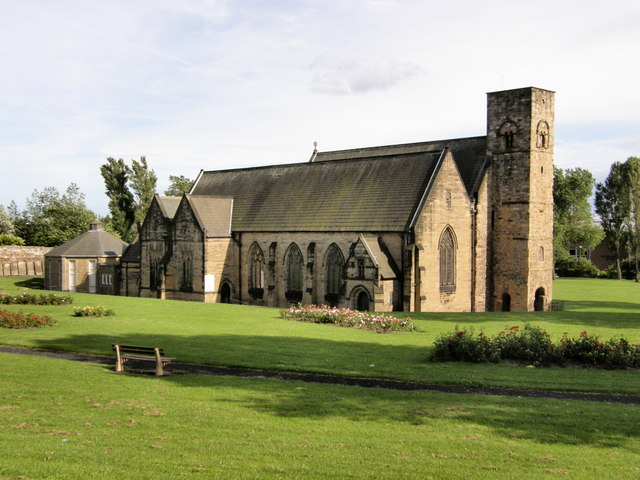
Iglesia de San Pedro, abadía de Monkwearmouth-Jarrow

La sede de la diócesis se encontraba en la ciudad de Durham, en donde se halla la Catedral de Cristo, la Virgen María y San Cutberto, que desde la Reforma anglicana pertenece a la diócesis de Durham de la Iglesia de Inglaterra.

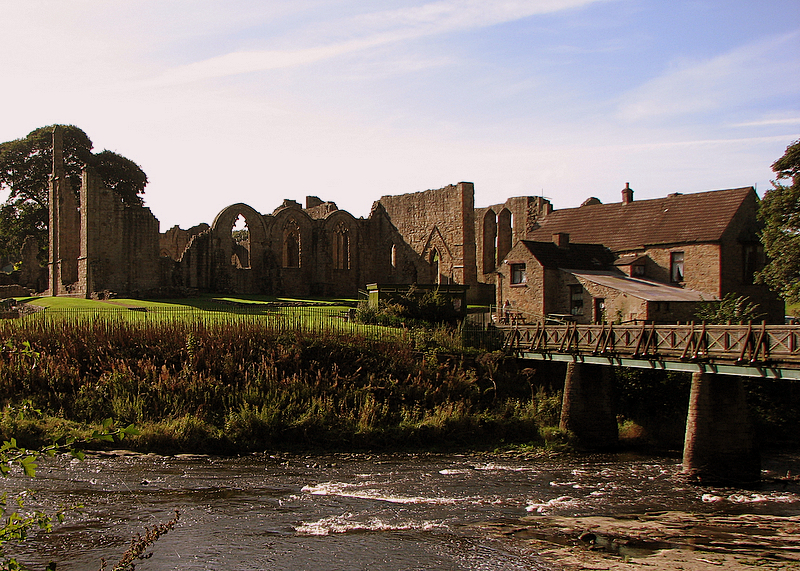
Ruinas de la abadía benedictina de Finchale, cerca de Durham

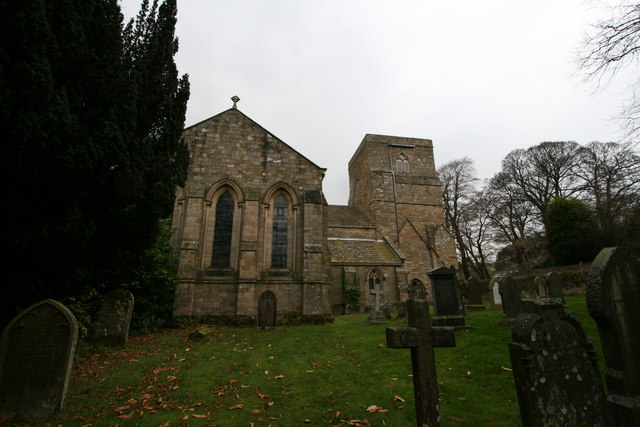
Iglesia de la abadía premonstratense de Blanchland

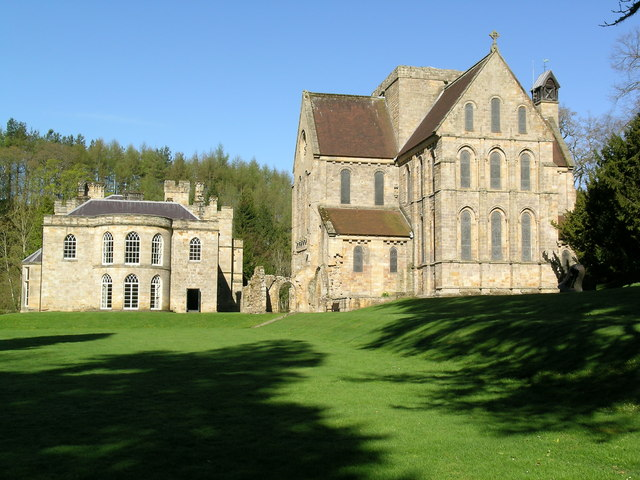
Edificios de la abadía agustiniana de Brinkburn, cerca de Rothbury

## Historia

### En Lindisfarne
Mientras que la parte sur del Reino de Northumbria (Reino de Deira) fue evangelizada por el misionero romano Paulino (625), la parte norte (Reino de Bernicia) fue evangelizada por misioneros celtas que se establecieron en Lindisfarne. La abadía fue fundada en 634 por san Aidan, un monje de la abadía de Iona en Escocia.
Lindisfarne fue el primer monasterio atacado por los vikingos el 8 de junio del año 793, fecha considerada como el inicio de la Era vikinga. Los atacantes mataron a los monjes y capturaron cuanto había allí de valor. Las devastadoras incursiones de los vikingos daneses a mediados del siglo IX provocaron la desaparición de la diócesis de Hexham, cuyo territorio pasó a Lindisfarne después de 821. En 865 los vikingos tomaron posesión de todo el norte y el este de Inglaterra, provocando que la organización política y eclesiástica de la región desapareciera por un tiempo.

### En Chester-le-Street
Lindisfarne ya no era un lugar seguro. En 875 la comunidad, formada por unos pocos monjes y sacerdotes seculares, abandonó la isla llevándose consigo las reliquias de san Cutberto. Después de ocho años de vagar por Northumbria, en 883 se establecieron en Chester-le-Street, unas pocas millas al norte de Durham. El rey cristiano de York, Godofredo o Guthfrith, dotó a la nueva diócesis de Cuncacestre de nuevas tierras y la concedió con privilegios. 

### En Durham
En 995 el obispo Aldhun, temiendo nuevas incursiones de los daneses, decidió trasladar los restos sagrados de san Cutberto hacia el sur. Según la tradición, el carro que transportaba sus restos se detuvo de repente y no hubo forma de avanzar. La localidad de Durham, que entonces era un oscuro pueblo rural, se convirtió en el hogar permanente de las reliquias del santo y del obispo. En el año 998 o 999 se consagró la primera catedral. La diócesis era parte de la provincia eclesiástica de la arquidiócesis de York.
El último obispo anglosajón, Ethelwine, huyó al norte con las reliquias de san Cutberto a la llegada de Guillermo el Conquistador. Fue depuesto en 1071 y le sucedieron tres obispos extranjeros, impuestos por los nuevos amos de Inglaterra: Guillaume Walcher de Lieja también fue investido con poder civil, pero fue asesinado en 1080; Guillermo de Saint Calais inició la reconstrucción de la catedral en 1083 y promovió la creación de un capítulo monástico que sustituyera al secular; Ranulf Flambard, definido por san Anselmo como «publicanorum princeps infamissimus», sufrió prisión y destierro.
La catedral, iniciada en 1093, se completó en sus líneas esenciales en 1133. La segunda parte del siglo XII está dominada por la figura del obispo Hugo Puiset, político y hombre de letras. En el siglo XIII, Richard Poore se dedicó a introducir y hacer cumplir los decretos del Concilio de Letrán de 1215: a él se le deben los primeros estatutos diocesanos.
El 1 u 11 de abril de 1132 Durham cedió una porción de su territorio para la erección de la diócesis de Carlisle.
En la Edad Media los obispos tenían un poder político, igual al poder real, sobre el principado o palatinado de Durham (County Palatine of Durham), que sin embargo no correspondía al territorio de la diócesis, sino a un territorio mucho más pequeño, al norte y al sur de la diócesis. El origen de este privilegio, que sobrevivió a la Reforma anglicana y fue desmantelado definitivamente recién en el siglo XIX, es incierto. En el territorio del principado los obispos ejercían la triple regalía: in imperio (gobierno civil), in dominio (derechos feudales) e in jurisdictione (administración de justicia).

### Reforma anglicana
Luego de que el 23 de marzo de 1534 el papa Clemente VII excomulgara el rey Enrique VIII a causa de su divorcio de Catalina de Aragón, el 3 de noviembre de 1534 el Parlamento de Inglaterra aprobó el Acta de Supremacía de 1534
mediante la cual se declaraba que el rey era «only supreme head in earth of the Church of England, called Anglicana Ecclesia», acto formal mediante el cual la Iglesia católica de Inglaterra entraba en cisma con la Santa Sede, transformándose en una Iglesia nacional independiente. El 18 de diciembre de 1534 aprobó además la Ley de Traición que castigaba con la pena de muerte a quienes no aceptaran el Acta de Supremacía. El Parlamento de acuerdo con Enrique VIII emitió los Seis Artículos en agosto de 1539, por los que se mantuvo la liturgia católica-romana tradicional casi sin cambios en las doctrinas y prácticas de la nueva Iglesia nacional independiente de Inglaterra.
En Durham era obispo Cuthbert Tunstall, quien adhirió al cisma anglicano, aunque mantuvo la ortodoxia católica. En 1540 el capítulo monástico de la catedral de Durham fue suprimido y sustituido por uno secular.
Tras la muerte de Enrique VIII el 28 de enero de 1547 lo sucedió su hijo Eduardo VI. Durante su reinado la Iglesia de Inglaterra llegó a ser teológicamente protestante, por lo que el obispo Cuthbert Tunstall fue encarcelado a fines de 1551 en la Torre de Londres y el 5 de octubre de 1552 fue destituido. La diócesis de Durham fue suprimida por el Parlamento por ley de marzo de 1553.
Tras la muerte de Eduardo VI el 6 de julio de 1553 ascendió al trono la católica María I Tudor. En abril de 1554 el Parlamento restituyó la diócesis de Durham y el obispo Cuthbert Tunstall fue restaurado en el cargo. Por ley del Parlamento del 12 de noviembre de 1554 se derogó el Acta de Supremacía y luego se abolió toda la legislación religiosa aprobada contra el papado a partir de 1529. 
El 17 de noviembre de 1558 falleció la reina María y fue sucedida por Isabel I, quien con otra Acta de Supremacía del 8 de mayo de 1559 restauró la independencia de la Iglesia anglicana y rompió definitivamente con la Santa Sede. Desde entonces la diócesis de Durham es parte de la Iglesia de Inglaterra. El obispo Tunstall se negó a jurar el acta de supremacía y fue encarcelado en septiembre de 1559 en el Palacio de Lambeth y destituido por la reina. Falleció el 18 de noviembre de 1559. James Pilkington fue designado e instalado en el cargo el 10 de abril de 1561, iniciando la lista de obispos anglicanos de la diócesis de Durham.

## Episcopologio
- Aldhun † (990-1018 falleció)
- Edmund † (1020 o 1021-1040 falleció)
- Eadred † (1041-1041 falleció)
- Aethelric † (11 de enero de 1042 consagrado-1056 renunció)
- Æthelwine † (1056-1071 depuesto)
- William Walcher † (1071 consagrado-14 de mayo de 1080 falleció)
- William de Saint Calais † (3 de enero de 1081 consagrado-2 de enero de 1096 falleció)
  - Sede vacante (1096-1099)
- Ranulf Flambard † (5 de junio de 1099 consagrado-5 de septiembre de 1128 falleció)
  - Sede vacante (1128-1133)
- Geoffrey Rufus † (6 de agosto de 1133-6 de mayo de 1140 falleció)
  - Sede vacante (1140-1143)
- William of Saint Barbara † (20 de junio de 1143 consagrado-14 de noviembre de 1152 falleció)
- Ugo Puiset † (20 de diciembre de 1153 consagrado-3 de marzo de 1195 falleció)
- Philip of Poitou † (30 de abril de 1197 consagrado-22 de abril de 1208 falleció)
  - Sede vacante (1208-1217)
- Richard Marsh † (2 de julio de 1217-1 de mayo de 1226 falleció)
- Richard Poore † (14 de mayo de 1228-15 de abril de 1237 falleció)
- Nicholas Farnham † (9 de junio de 1241 consagrado-8 de febrero de 1249 renunció)
- Walter of Kirkham † (5 de diciembre de 1249 consagrado-9 de agosto de 1260 falleció)
- Robert Stitchill † (13 de febrero de 1261 consagrado-4 de agosto de 1274 falleció)
- Robert of Holy Island † (9 de diciembre de 1274 consagrado-7 de junio de 1283 falleció)
- Anthony Bek † (9 de enero de 1284 consagrado-3 de marzo de 1311 falleció)[nota 1]
- Richard Kellaw † (30 de mayo de 1311 consagrado-9 de octubre de 1316 falleció)
- Lewis de Beaumont † (9 de febrero de 1317-24 de septiembre de 1333 falleció)
- Richard de Bury † (14 de octubre de 1333-14 de abril de 1345 falleció)
- Thomas Hatfield † (8 de junio de 1345-8 de mayo de 1381 falleció)
- John Fordham † (5 de enero de 1382 consagrado-13 de julio de 1388 nombrado obispo de Ely)
- Walter Skirlaw † (13 de julio de 1388-24 de marzo de 1406 falleció)
- Thomas Langley † (14 de mayo de 1406-17 de marzo o 28 de noviembre de 1437 falleció)
- Robert Neville † (12 de febrero de 1438-8 de julio de 1457 falleció)
- Lawrence Booth † (22 de agosto de 1457-31 de julio de 1476 nombrado arzobispo de York)
- William Dudley † (31 de julio de 1476-24 de noviembre de 1483 falleció)
- John Sherwood † (29 de marzo de 1484-12 de enero de 1494 falleció)
- Richard Foxe † (30 de julio de 1494-20 de agosto de 1501 nombrado obispo de Winchester)
- William Senhouse † (27 de junio de 1502-1505 falleció)
- Christopher Bainbridge † (27 de agosto de 1507-22 de septiembre de 1508 nombrado arzobispo de York)
- Thomas Ruthall † (11 de junio de 1509-4 de febrero de 1523 falleció)
  - Thomas Wolsey † (26 de marzo de 1523-8 de febrero de 1529 renunció) (administrador apostólico)
- Cuthbert Tunstall † (21 de febrero de 1530-3 de noviembre de 1534 por el acta de Supremacía pasó a ser cismático) (por primera vez)
  - Cuthbert Tunstall † (21 de febrero de 1530-5 de octubre de 1552 destituido) (obispo cismático anglicano)
  - Sede suprimida por el Parlamento de marzo de 1553 a abril de 1554
- Cuthbert Tunstall † (marzo de 1554-septiembre de 1559 destituido por la reina Isabel I) (por segunda vez)[nota 2]